# José María Carnerero
José María Carnerero y Bails (Madrid, 1784 - ¿íd.?, c. 1866), periodista y dramaturgo español.

## Biografía
Era hijo de Sebastián Bernardo Carnerero de la Quintana, redactor del Memorial Literario y secretario real, y de Josefa Bails de Balmaseda, de familia hidalga. Hizo estudios irregulares en los que mostró una particular indisciplina, de forma que no se graduó en la Universidad Complutense. Tradujo comedias del francés y entró con su hermano Mariano Carnerero de redactor en la última época de El Memorial Literario, propiedad de su padre desde 1805 hasta su desaparición en 1808. Fue nombrado miembro de la legación en Constantinopla por influjo de Godoy en 1806, pero ya estaba de vuelta en 1808; mueren sus padres, se afrancesa y redacta la Gaceta de Madrid del gobierno intruso y trabaja como empleado en la secretaría del Ministerio del Interior jofefino. En 1810 acompaña al rey José I en una viaje al sur; con la derrota de los franceses se exilia a Francia y en Toulouse, 1814, traduce la Idea sencilla de Juan Escóiquiz con notas y pasajes censurados. Se representaron algunas piezas teatrales suyas en Madrid.
Regresó a España en 1821 y colaboró en El Universal (1820-1822) y en El Eco de Padilla (1821). Siguió traduciendo y estrenando piezas teatrales en la estela de la comedia neoclásica moratiniana, muchas de ellas versiones del francés, imitaciones o plagios apenas disimulados. Colaboró en El Independiente (1822), en El Indicador (1822-1823). al respecto de este último, cuenta Mesonero en sus Memorias de un Sesentón:
Era su director D. José María de Carnerero, hombre singular, mitad literato, mitad cortesano, con sus puntas de Tenorio y sus fondos de Kaleidoscopio político, de quien habré de ocuparme en otra ocasión; por ahora bastarame decir que, halagada mi precoz vanidad con aquel golpe de incensario (tan habitual en Carnerero), corrí a espontanearme en su presencia como autor del supradicho folleto; oído lo cual por el amable periodista, y después de remachar de palabra sus elogios y parabienes, me invitó nada menos que a colaborar, gratis et amore, en su compañía y en la del apreciable literato D. José Joaquín de Mora, en el insípido periódico El Indicador. (p. 280-281)
También participó en El Patriota Español. Editor principal del Correo Literario y Mercantil entre 1828 y 1831 y fue fundador y director de Cartas Españolas (1831-1832), una revista literaria que comenzó a publicarse el 26 de marzo tres veces al mes con 24 páginas, y que a partir de 1832 fue semanal; llevaba grabados –fue el primer periódico español ilustrado- y era muy superior a todas las revistas que le habían precedido literariamente: el género literario del costumbrismo nace en él con los artículos de Ramón Mesonero Romanos y Serafín Estébanez Calderón. Cesó el 1 de noviembre de 1832. El 7 del mismo mes ya había fundado y dirigía el primer número de La Revista Española una continuación de las Cartas adaptada a nuevas circunstancias; tuvo un papel político importante entre 1832 y 1836; salía dos veces a la semana con ocho páginas, hasta que el 1 de abril de 1834 se hizo diario con cuatro páginas. En ella colaboraba Mariano José de Larra, quien discutió hasta lo judicial con José María Carnerero. Carnerero también cultivó la poesía, sobre todo de tema circunstancial e ideológicamente acomodaticio, para cualquier partido en el poder y siempre favorable a la majestad real. Sin embargo, algunas de sus piezas teatrales son de interés, como La feliz noticia (1823), donde se parodian y ridiculizan las comedias políticas del Trienio Liberal; además, tradujo el Hamlet desde la versión francesa de Ducis en 1825.

## Obras
- Citas debaxo del olmo, comedia en tres actos, Madrid, Viuda de Ibarra, 1801.
- El viajante desconocido: Comedia en dos actos Madrid :Imp. de Repullés, 1802.
- Elvina y Perci ó los efectos de la violencia Tragedia en tres actos., Madrid: Impr. de Don Mateo Repullés, 1803.
- Dos Palabritas dirigidas á Don Juan Nellerto..., Paris: Delaunay, 1817.
- El peluquero de Antaño y el peluquero de Ogaño: pieza cómica en un acto, Madrid: Impr. de Repullés, 1831.
- El regreso del monarca: pieza cómica en un acto Madrid: Impr. de Sancha, 1828.
- La noticia feliz: Comedias en un acto, escrita en celebridad de la... libertad del Rey N. Sr. Fernando VII y... Real familia Madrid: Impr. que fue de Garcia, 1823.
- Los festejos olimpicos, o El triunfo de Citerea: melodrama alegórico en un acto. Madrid: J. Sancha, 1830.
- El pobre pretendiente: comedia en un acto, Madrid: Impr. de Yenes, 1842.
- Las glorias de España, poema melo-dramático en un acto; en obsequio del augusto enlace del rey n.s. don Fernando VII, con la serenísima señora princesa doña María Cristína: para egecutarse por la compañía del coliseo del Príncipe, en las funciones reales que han de celebrarse en esta corte, por disposición de su excmo. ayuntamiento, Madrid, Imprenta de J. Sancha, 1829.
- Memorias contemporáneas o sea colección histórica de sucesos de nuestros días principalmente los relativos a las grandes escenas políticas... Apuntes de sus guerras, revoluciones y gobiernos... Notas biográficas de muchos personages... Conducta que han tenido... y vicisitudes de hombres y de cosas obra periódica (sin ser periódico) publicada por un retirado... Madrid: [s.n.], 1838.
- El primer vuelo de un pollo..., Madrid: Rodríguez, 1861.
- Los dos sargentos franceses o El cordón sanitario: drama de espectáculo en tres actos, Madrid: Viuda e Hijos de Cuesta, 1866.